# Mala Verbivka, Sambir
Mala Verbivka (în ucraineană Мала Вербівка) este un sat în comuna Sadkovîci din raionul Sambir, regiunea Liov, Ucraina.

## Demografie
Componența lingvistică a localității Mala Verbivka
     Ucraineană (100%)
Conform recensământului din 2001, toată populația localității Mala Verbivka era vorbitoare de ucraineană (100%).